# Godzilla: Destroy All Monsters Melee
Godzilla: Destroy All Monsters Melee, est un jeu vidéo de combat développé par Pipeworks Software et édité par Atari Inc.. Il sort en 2002 sur GameCube et Game Boy Advance, et en 2003 sur Xbox sous le nom de Godzilla: Domination.

## Système de jeu
Godzilla Destroy All Monster Melee est très semblable dans son système de combat a Tekken, un jeu de combat a la prise en main très simple et intuitive, ainsi que les arênes toute en Trois dimensions avec un décor entièrement destructible , les coups sont les suivants : coups de poing / coups de pied, attaque spéciale, Pouvoir instantané/Pouvoirs chargée, saut/esquive, et Garde. En plus de la barre de vie du Kaiju que vous incarnerez vous aurez une barre de puissance qui vous permet d'utiliser les attaques spéciales et les Pouvoirs, vous aurez au cours des combats des Power-up qui apparaitront aléatoirement, ceux-ci sont au nombre de 4 :  le Health power- up qui vous redonne un peu de vie, le Fast power- up qui augmente votre vitesse, le Mothra power- ups qui invoquera Mothra pour vous aider lors du combat celle ci attaquant l'adversaire et le Rage power- up qui vous permettra d'utiliser un attaque surpuissante via une combinaison de touche, l'IA peut aussi utiliser les Power-up. Le jeu possède plusieurs modes de jeu Telles que le mode Aventure ou vous affronterez plusieurs Kaiju contrôlés par l'ordinateur jusqu'à affronter le boss final : Mechagodzilla, Le mode Survie ou vous affronterez indéfiniment des adversaires et ou vous devrait tenir le plus longtemps possibles, le mode Melee : pour jours jusqu'à 4 en même temps sur le même écran, le mode Versus pour jouer a 1 contre 1, le mode Destruction basés sur le jeu Rampage (jeu vidéo) votre but sera de détruire le plus de bâtiments possible alors que d'autre Kaiju détruisent les bâtiments.

## Personnages jouables
| Monsters            | Destroy All Monsters Melee |
| ------------------- | -------------------------- |
| Godzilla 1954       | Non                        |
| Godzilla 1990s      | Oui                        |
| Godzilla 2000       | Oui                        |
| Anguirus            | Oui                        |
| Mothra              | Non                        |
| Fire Rodan/Rodan    | Oui                        |
| King Ghidorah       | Oui                        |
| Mecha-King Ghidorah | Oui                        |
| Baragon             | Non                        |
| Gigan               | Oui                        |
| Jet Jaguar          | Non                        |
| Megalon             | Oui                        |
| Mechagodzilla 2     | Oui                        |
| Kiryu               | Oui                        |
| Destroyah           | Oui                        |
| Orga                | Oui                        |
| Hedorah             | Non                        |

## Accueil
- Gamekult : 5/10 (GC)[1]
- IGN : 8,4/10 (GC)[2]
- Jeux vidéo Magazine : 6/20 (XB)[3] - 11/20 (GBA)[4]
- Jeuxvideo.com : 7/20 (GC)[5] - 9/20 (GBA)[6]